# Ermida (Vila Real)
Pour les articles homonymes, voir Ermida.
Ermida est une localité de la commune portugaise de Vila Real.

## Histoire
À la suite de la réorganisation administrative dictée par la loi n° 22/2012, son territoire a été annexé à celui de la paroisse voisine de Nogueira sous le  nom officiel d'União das Freguesias de Nogueira et Ermida. Ainsi, Ermida a disparu comme nom officiel de paroisse.